# Beania hexaceras
Beania hexaceras is een mosdiertjessoort uit de familie van de Beaniidae. De wetenschappelijke naam van de soort is, als Diachoris hexaceras, voor het eerst geldig gepubliceerd in 1890 door Ortmann.